# Вільялмур Стефанссон
Вільялмур Стефанссон (3 листопада 1879, Гімлі, Манітоба — 26 серпня 1962) — канадський етнолог і дослідник Арктики ісландського походження.
У 1908 і 1913 роках очолив дві самостійні арктичні експедиції, остання з яких тривала п'ять років, і в ході якої були здійснені останні великі географічні відкриття в цьому регіоні. Всього Стефанссон провів у Арктиці, в цілому, десять полярних зим і тринадцять літніх сезонів.
На честь дослідника названий  острів біля північно-східного узбережжя острова Вікторія (Канадський Арктичний архіпелаг)..

## Основні праці
- Stefansson, Vilhjalmur, Anderson, Rudolph Martin. My life with the Eskimo = Моє життя з ескімосами. — New York: Macmillan Company, 1913. — 687 p.
- Vilhjalmur Stefansson Stefánsson-Anderson Expedition, 1909-12. = Експедиція Стефанссона — Андерсона. — Anthropological Papers, AMNH, vol. XIV., New York, 1914.
- Vilhjálmur Stefánsson. The friendly Arctic: the story of five years in Polar regions = Гостинна Арктика. — New York: The Macmillan co., 1921. — 909 p.
- Vilhjalmur Stefansson. Hunters Of The Great North = Мисливці великої півночі. — New York: HARCOURT, BRACE AND COMPANY, 1922. — 363 p.
- Vilhjálmur Stefánsson. The Northward Course of Empire = Північний курс імперії. — New York: Harcourt, Brace and Company, 1922. — 315 p.
- Vilhjalmur Stefansson The Standardization of Error. =Стандартизація помилок. — W. W. Norton & Company, Inc., New York, 1927.
- Vilhjalmur Stefansson Unsolved Mysteries of the Arctic. = Нерозкриті таємниці Арктики. — The Macmillan Company, New York, 1938.
- Vilhjalmur Stefansson Not by Bread Alone. = Не хлібом єдиним. — The Macmillan Company, New York, 1946.
- Vilhjalmur Stefansson Great Adventures and Explorations. = Великі пригоди та дослідження. — The Dial Press, 1947.
- Vilhjalmur Stefansson Cancer: Disease of civilization? An anthropological and historical study. = Рак: Хвороба цивілізації? Антропологічне та історичне дослідження. — Hill and Wang, Inc., New York, 1960.
- Vilhjalmur Stefansson Discovery — the autobiography of Vilhjalmur Stefansson. = Вільялмур Стефанссон — Автобіографія. — McGraw-Hill Book Company, New York, 1964.